# Paszport „Polityki”
Paszport „Polityki” – nagroda kulturalna ustanowiona w 1993 przez tygodnik „Polityka”, przyznawana twórcom w siedmiu kategoriach: książka (do 2023 literatura), film, teatr, muzyka poważna, plastyka (sztuki wizualne) i estrada oraz – od 2016 – kultura cyfrowa. Od 2002 wręczana jest także nagroda specjalna kreator kultury za osiągnięcia w krzewieniu kultury, a w 2024 przyznano po raz pierwszy Paszport Czytelników.
Zgodnie z deklaracją redakcyjną, nagroda jest wyróżnieniem dla twórców, którzy czynią najszybsze postępy, zaskakują nowymi osiągnięciami, swoją aktywnością dobrze rokują w przyszłości i przez to zasługują na opiekę, wsparcie i promocję w świecie. Nazwa nagrody – Paszport – miała być symboliczną przepustką do świata wielkiej, międzynarodowej sztuki. Pomysłodawcą nagrody był szef działu kultury tygodnika Zdzisław Pietrasik, a miała ona pomóc we wskazywaniu i lansowaniu najciekawszych twórców młodego pokolenia. Nagroda przyznawana jest od tej pory na ogół stosunkowo młodym, niejednokrotnie debiutującym twórcom. Nominują do nagrody zaproszeni krytycy, związani z różnymi redakcjami i mediami. Początkowo nominowane do nagrody były wszystkie osoby wskazywane przez krytyków; od 2004 ograniczono liczbę osób nominowanych do trzech w kategorii, co spowodowało, że nominacja stała się również wyróżnieniem.
Nagroda przyznawana jest w styczniu kolejnego roku. Pierwsze edycje nagrody wręczane były w redakcji, późniejsze m.in. podczas uroczystości w Teatrze Małym w Warszawie. Od dziesiątej edycji za 2002 rok uroczyste gale są transmitowane przez telewizję. W XXI wieku są tradycyjnie wręczane na gali w Teatrze Wielkim w Warszawie, prowadzonej przez redaktora naczelnego tygodnika Jerzego Baczyńskiego i Grażynę Torbicką.

## Laureaci nagrody

### Za rok 1993
- Literatura – Teodor Parnicki
- Film – Jacek Bławut
- Teatr – Tadeusz Słobodzianek
- Muzyka – Stanisław Leszczyński
- Plastyka – Stasys Eidrigevičius
- Estrada – Kasia Nosowska

### Za rok 1994
- Literatura – Marcin Świetlicki, nie przyjął nagrody
- Film – Jan Jakub Kolski
- Teatr – Krystyna Meissner
- Muzyka – Piotr Anderszewski
- Plastyka – Ryszard Górecki
- Estrada – Edyta Bartosiewicz

### Za rok 1995
- Literatura – Stefan Chwin, za powieść Hanemann
- Film – Marcel Łoziński
- Teatr – Jolanta Ptaszyńska
- Muzyka – Stefan Sutkowski
- Plastyka – Mirosław Bałka
- Estrada – Wojciech Waglewski

### Za rok 1996
- Literatura – Olga Tokarczuk
- Film – Łukasz Kośmicki
- Teatr – Krzysztof Rau
- Muzyka – Olga Pasiecznik
- Plastyka – Zofia Kulik
- Estrada – Grzegorz Ciechowski

### Za rok 1997
- Literatura – Andrzej Sapkowski
- Film – Jerzy Stuhr, za film Historie miłosne
- Teatr – Anna Augustynowicz
- Muzyka – Dariusz Paradowski
- Plastyka – Katarzyna Kozyra
- Estrada – Kayah

### Za rok 1998
Wręczenie nagród odbyło się 5 stycznia 1999 r. w Teatrze Małym w Warszawie; nagrody pieniężne wynosiły 5000 zł.
- Literatura – Jerzy Pilch, za książkę Bezpowrotnie utracona leworęczność
- Film – Dorota Kędzierzawska, za film Nic
- Teatr – Grzegorz Jarzyna
- Muzyka – Rafał Kwiatkowski
- Plastyka – Jarosław Modzelewski
- Estrada – Kazik Staszewski

### Za rok 1999
Gala odbyła się 11 stycznia 2000 r. w Teatrze Małym w Warszawie; nagrody pieniężne wynosiły 5000 zł.
- Literatura – Marek Bieńczyk
- Film – Krzysztof Krauze, za film Dług
- Teatr – Agnieszka Glińska
- Muzyka – Paweł Mykietyn
- Plastyka – Leon Tarasewicz
- Estrada – Myslovitz

### Za rok 2000
Gala odbyła się 9 stycznia 2001 r. w Teatrze Małym w Warszawie.
- Literatura – Marzanna Bogumiła Kielar
- Film – Maja Ostaszewska
- Teatr – Paweł Miśkiewicz
- Muzyka – Stanisław Drzewiecki
- Plastyka – Dominik Lejman
- Estrada – Ryszard Tymon Tymański

### Za rok 2001
Gala odbyła się 8 stycznia 2002 r. w nowej siedzibie redakcji przy ulicy Słupeckiej, nagrody pieniężne wynosiły po 10.000 zł.
- Literatura – Paweł Huelle, za powieść Mercedes Benz
- Film – Robert Gliński, za film Cześć Tereska
- Muzyka – Mariusz Treliński
- Teatr – Piotr Cieplak
- Plastyka – Katarzyna Józefowicz
- Estrada – Agnieszka Chylińska

### Za rok 2002
Dziesiąta jubileuszowa edycja nagrody została przyznana 7 stycznia 2003 r. na gali transmitowanej po raz pierwszy przez TVP2 w Teatrze Muzycznym „Roma”, wśród około tysiąca gości był prezydent RP Aleksander Kwaśniewski. Po raz pierwszy specjalną nagrodą – wieńcami laurowymi zostali odznaczeni kreatorzy kultury. Jubileuszowemu rozdaniu paszportów towarzyszył trwający do 8 lutego festiwal kulturalny „Polityki”.
- Literatura – Dorota Masłowska, za powieść Wojna polsko-ruska pod flagą biało-czerwoną
- Film – Piotr Trzaskalski, za film Edi
- Teatr – Krzysztof Warlikowski
- Muzyka – Dominik Połoński
- Plastyka – Marcin Maciejowski
- Estrada – Anna Maria Jopek, za płytę Upojenie
- Kreator kultury – Roman Gutek; Wydawnictwo W.A.B. (Beata Stasińska, Wojciech Kuhn, Adam Widmański); Andrzej Starmach, Festiwal Teatralny Malta i jego twórcy: Lech Maria Raczak i Michał Merczyński; Mariusz Adamiak oraz Jerzy Owsiak[7]

### Za rok 2003
Uroczysta gala transmitowana przez TVP2 miała miejsce 6 stycznia 2004 r. w Teatrze Polskim w Warszawie. Ponownie wśród gości był prezydent RP Aleksander Kwaśniewski.
- Literatura – Wojciech Kuczok, za powieść Gnój
- Film – Andrzej Jakimowski, za film Zmruż oczy
- Teatr – Danuta Stenka
- Muzyka – Kuba Jakowicz
- Plastyka – Monika Sosnowska
- Estrada – Andrzej Smolik
- Kreator kultury – Marek Żydowicz

### Za rok 2004
W 2004 po raz pierwszy wprowadzono oficjalne nominacje – w każdej kategorii nominowane zostały trzy osoby wskazywane przez dziesięciu nominujących krytyków; w latach poprzednich nominowało pięć osób, a nominowanym stawał się każdy choć raz wskazany, co zdaniem redakcji Polityki prowadziło do „inflacji wyróżnienia”.
4 stycznia 2005 w Teatrze Narodowym w Warszawie wręczono nagrody laureatom wybranym przez kapitułę redakcji tygodnika Polityka. Nagrody pieniężne wynosiły po 10.000 zł.
Nominacje i laureaci
Laureaci Paszportów Polityki zostali zaznaczeni wytłuszczeniem.
- Literatura: Sławomir Shuty (nominacje: Jacek Dukaj, Tomasz Różycki)
- Film: Wojtek Smarzowski za film Wesele (nominacje: Leszek Dawid za film Bar na Victorii, Magdalena Piekorz za film Pręgi)
- Teatr: Paweł Szkotak (nominacje: Jan Klata, Piotr Kruszczyński)
- Muzyka poważna: Agata Zubel (nominacje: Łukasz Borowicz, Cezary Duchnowski)
- Sztuki wizualne: Cezary Bodzianowski (nominacje: Rafał Bujnowski, Robert Kuśmirowski)
- Estrada: Leszek Możdżer (nominacje: Monika Brodka, O.S.T.R.)
- Kreator kultury: Wojciech Trzciński

### Za rok 2005
Laureaci Paszportów Polityki zostali zaznaczeni wytłuszczeniem.
Nominacje:
- Muzyka poważna:
  - Rafał Blechacz (nominacje: Klaudia Pasternak, Marcin Nałęcz-Niesiołowski)
- Film:
  - Przemysław Wojcieszek za film Doskonałe popołudnie (nominacje: Anna Kazejak-Dawid, Jan Komasa i Maciej Migas za film Oda do radości, Anna Jadowska za film Teraz ja)
- Sztuki wizualne:
  - Robert Kuśmirowski (nominacje: Supergrupa Azorro, Jarosław Kozakiewicz)
- Estrada:
  - Skalpel (nominacje: Maria Peszek, Krzysztof „Grabaż” Grabowski)
- Teatr:
  - Jan Klata (nominacje: Maja Kleczewska, Przemysław Wojcieszek)
- Literatura:
  - Marek Krajewski (nominacje: Mariusz Sieniewicz, Michał Witkowski)
- Kreator kultury
  - Paweł Dunin-Wąsowicz

### Za rok 2006
- Film:
  - Sławomir Fabicki za film Z odzysku (nominacje: Jowita Budnik za rolę w filmie Plac Zbawiciela, Xawery Żuławski za film Chaos)
- Plastyka:
  - Grupa Twożywo (nominacje: Jarosław Kozakiewicz, Jan Simon)
- Teatr:
  - Maja Kleczewska (nominacje: Michał Zadara, Marek Fiedor)
- Muzyka:
  - Agata Szymczewska (nominacje: Ryszard Groblewski, Aleksandra Gryka)
- Muzyka popularna:
  - Fisz i Emade (nominacje: Ania Dąbrowska, Novika)
- Literatura:
  - Jacek Dehnel (nominacje: Ignacy Karpowicz, Michał Witkowski)
- Nagroda specjalna dla kreatora kultury
  - Maria Janion

### Za rok 2007
Laureaci Paszportów Polityki zostali zaznaczeni wytłuszczeniem.
- Literatura:
  - Michał Witkowski (nominacje: Hubert Klimko-Dobrzaniecki, Mariusz Sieniewicz)
- Film:
  - Łukasz Palkowski za film Rezerwat (nominacje: Marcin Dorociński, Marcin Koszałka)
- Teatr:
  - Michał Zadara (nominacje: Marek Fiedor, Piotr Tomaszuk)
- Sztuki wizualne:
  - Joanna Rajkowska (nominacje: Bogna Burska, Maciej Kurak)
- Muzyka poważna:
  - Łukasz Borowicz (nominacje: Michał Dworzyński, Łukasz Kuropaczewski)
- Muzyka popularna:
  - Krzysztof „Grabaż” Grabowski (nominacje: Kobiety, Tomek Makowiecki)
- Kreator Kultury
  - Nagroda Specjalna „Polityki” dla Andrzeja Wajdy

### Za rok 2008
- Literatura:
  - Sylwia Chutnik za Kieszonkowy atlas kobiet (nominacje: Jacek Dukaj za Lód, Aleksander Kościów za Przeproś)
- Film:
  - Małgorzata Szumowska za film 33 sceny z życia (nominacje: Kasia Adamik za film Boisko bezdomnych, Michał Rosa za film Rysa)
- Teatr:
  - Paweł Łysak (nominacje: Iwona Kempa, Paweł Passini)
- Sztuki wizualne:
  - Maciej Kurak (nominacje: Oskar Dawicki, Piotr Wysocki)
- Muzyka poważna:
  - Artur Ruciński (nominacje: Łukasz Długosz, Marcin Zdunik)
- Muzyka popularna:
  - Maria Peszek (nominacje: L.U.C., Pustki)
- Kreator Kultury
  - Krystian Lupa

### Za rok 2009
Laureaci i nominacje:
- Literatura:
  - Piotr Paziński za Pensjonat (nominacje: Jacek Dukaj za Wroniec, Agnieszka Drotkiewicz za Teraz)
- Film:
  - Borys Lankosz oraz Xawery Żuławski ex aequo (nominacje: Marcin Koszałka)
- Sztuki wizualne:
  - Karol Radziszewski (nominacje: Anna Konik, The Krasnals)
- Teatr:
  - Sandra Korzeniak (nominacje: Michał Borczuch, Barbara Wysocka)
- Muzyka poważna:
  - Barbara Wysocka (nominacje: Krzysztof Urbański, Marcin Zdunik)
- Muzyka popularna:
  - L.U.C (Łukasz Rostkowski) (nominacje: Gaba Kulka, Pustki)
- Kreator Kultury:
  - Paweł Althamer

### Za rok 2010
Nominacje:
- Literatura:
  - Ignacy Karpowicz za Balladyny i romanse (nominacje: Justyna Bargielska za Obsoletki, Tomasz Piątek za Węża w kaplicy)
- Film:
  - Paweł Sala (nominacje: Marcin Wrona, Marek Lechki)
- Teatr:
  - Paweł Demirski i Monika Strzępka (nominacje: Wojciech Kościelniak, Sebastian Majewski)
- Sztuki wizualne:
  - Wojciech Bąkowski (nominacje: Grupa Sędzia Główny, Jakub Julian Ziółkowski)
- Muzyka poważna:
  - Wioletta Chodowicz (nominacje: Łukasz Kuropaczewski, Ewelina Pietrowiak)
- Muzyka popularna:
  - Macio Moretti (nominacje: Monika Brodka, Pablopavo)

### Za rok 2011
Gala, transmitowana w TVP2, odbyła się 17 stycznia 2012 w Teatrze Wielkim w Warszawie, w obecności m.in. prezydenta RP Bronisława Komorowskiego, premiera Donalda Tuska i ministra kultury i dziedzictwa narodowego Bogdana Zdrojewskiego.
Laureaci i nominacje:
- Literatura:
  - Mikołaj Łoziński za Książkę (nominacje: Szczepan Kopyt za Buch, Zygmunt Miłoszewski za Ziarno prawdy)
- Film:
  - Rafael Lewandowski za film Kret (nominacje: Adrian Panek, Greg Zglinski)
- Teatr:
  - Krzysztof Garbaczewski (nominacje: Sebastian Majewski, Paweł Passini)
- Sztuki wizualne:
  - Nicolas Grospierre (nominacje: Artur Malewski, Honza Zamojski)
- Muzyka poważna:
  - Aleksandra Kuls (nominacje: Agnieszka Budzińska-Bennett, Meccorre String Quartet)
- Muzyka popularna:
  - Julia Marcell oraz Maciej Szajkowski ex aequo (nominacje: Ballady i Romanse)
- Kreator Kultury:
  - Jerzy Jarocki

### Za rok 2012
Jubileuszowa, 20. gala transmitowana w TVP2 odbyła się 15 stycznia 2013 r. w Teatrze Wielkim w Warszawie. Obecny był m.in. minister kultury i dziedzictwa narodowego Bogdan Zdrojewski. Laureaci otrzymali również nagrodę w wysokości 25 tysięcy zł, a laureaci w dziedzinie muzyki poważnej – dodatkową nagrodę Fundacji im. Zbyszka Piotrowskiego.
Nominacje:
- Literatura:
  - Szczepan Twardoch (nominacje: Kaja Malanowska, Zośka Papużanka)
- Film:
  - Marcin Dorociński (nominacje: Leszek Dawid, Marcin Krzyształowicz)
- Teatr:
  - Iwan Wyrypajew (nominacje: Michał Borczuch, Mirek Kaczmarek)
- Sztuki wizualne:
  - Julita Wójcik (nominacje: Katarzyna Krakowiak, Radek Szlaga)
- Muzyka poważna:
  - Wojciech Blecharz
  - Agnieszka Budzińska-Bennett
  - Magdalena Bojanowicz oraz Maciej Frąckiewicz (nominowani jako TWOgether Duo)
- Muzyka popularna:
  - Très.b (nominacje: Małe Instrumenty, Marcin Masecki)
- Kreator Kultury:
  - Elżbieta Penderecka oraz Krzysztof Penderecki

### Za rok 2013
Nominacje:
- Film:
  - Dawid Ogrodnik za rolę w Chce się żyć (nominacje: Tomasz Wasilewski, Agata Kulesza)[15]
- Literatura:
  - Ziemowit Szczerek za Przyjdzie Mordor i nas zje, czyli tajna historia Słowian (nominacje: Małgorzata Rejmer, Łukasz Orbitowski)[16]
- Muzyka popularna:
  - Marcin Masecki (nominacje: Kuba Ziołek, Dawid Podsiadło)[17]
- Muzyka poważna:
  - Apollon Musagète Quartett (nominacje: Karol Kozłowski, Katarzyna Budnik-Gałązka)[18]
- Teatr:
  - Jolanta Janiczak(inne języki) i Wiktor Rubin (nominacje: Agata Siwiak, Michał Borczuch)[19]
- Sztuki wizualne
  - Aneta Grzeszykowska (nominacje: Izabela Tarasewicz, Olaf Brzeski)[20]
- Kreator Kultury:
  - Tomasz Stańko

### Za rok 2014
22. uroczystość wręczenia Paszportów „Polityki” odbyła się 13 stycznia 2015 w Teatrze Wielkim w Warszawie, galę prowadzili Grażyna Torbicka i Jerzy Baczyński. Na uroczystość przybyli m.in. prezydent RP Bronisław Komorowski z małżonką oraz minister kultury i dziedzictwa narodowego Małgorzata Omilanowska. Oprócz nagród w sześciu kategoriach przyznano także nagrodę specjalną dla Stowarzyszenia Żydowski Instytut Historyczny w Polsce (SŻIH), pomysłodawcy utworzenia Muzeum Historii Żydów Polskich, otwartego w 2014; w imieniu SŻIH nagrodę odebrali Barbara Kirshenblatt-Gimblett, Grażyna Pawlak, Marian Turski i Piotr Wiślicki.
Nominacje:
- Film:
  - Jan Komasa
  - Tomasz Kot
  - Elwira Niewiera(inne języki) i Piotr Rosołowski(inne języki)
- Teatr:
  - Bartosz Porczyk
  - Radosław Rychcik(inne języki)
  - Weronika Szczawińska
- Sztuki wizualne:
  - Paweł Bownik
  - Norman Leto
  - Jakub Woynarowski(inne języki)
- Literatura:
  - Zygmunt Miłoszewski
  - Wit Szostak
  - Jakub Żulczyk
- Muzyka poważna:
  - Łukasz Długosz
  - Kwadrofonik
  - Dariusz Przybylski
- Muzyka popularna:
  - Michał Biela
  - Pablopavo
  - Wacław Zimpel
- Kreator kultury:
  - Agnieszka Holland
- Nagroda specjalna
  - Stowarzyszenie Żydowski Instytut Historyczny w Polsce

### Za rok 2015[22]
Uroczystość wręczenia Paszportów „Polityki” za rok 2015 odbyła się 12 stycznia 2016 w Teatrze Wielkim w Warszawie, galę prowadzili Jerzy Baczyński i Grażyna Torbicka.
Nominacje:
- Film:
  - Karolina Bielawska
  - Kuba Czekaj(inne języki)
  - Magnus von Horn
- Teatr:
  - Dominika Knapik(inne języki)
  - Ewelina Marciniak
  - Justyna Wasilewska
- Sztuki Wizualne:
  - Tymek Borowski
  - Piotr Łakomy
  - Honorata Martin
- Literatura:
  - Weronika Murek
  - Andrzej Muszyński
  - Łukasz Orbitowski
- Muzyka Poważna:
  - Krzysztof Książek
  - Barbara Kinga Majewska
  - Marcin Świątkiewicz
- Muzyka Popularna:
  - Błażej Król
  - Raphael Rogiński
  - Kuba Ziołek
- Kreator Kultury:
  - CD Projekt Red

### Za rok 2016
24. uroczystość wręczenia Paszportów „Polityki” odbyła się 10 stycznia 2017 w Teatrze Wielkim w Warszawie, galę prowadzili Grażyna Torbicka i Jerzy Baczyński. Po raz pierwszy przyznano nagrodę w kategorii „Kultura cyfrowa”, której laureatem został Michał Staniszewski. Transmisję telewizyjną gali przeprowadziła stacja TVN.
Nominacje:
- Film:
  - Jan P. Matuszyński
  - Bartosz M. Kowalski
  - Tomasz Wasilewski
- Teatr:
  - Agata Duda-Gracz
  - Anna Smolar
  - Paweł Sakowicz
- Sztuki wizualne:
  - Daniel Rycharski
  - Alicja Bielawska(inne języki)
  - Roman Stańczyk
- Literatura:
  - Natalia Fiedorczuk-Cieślak
  - Stanisław Łubieński
  - Zośka Papużanka
- Muzyka poważna:
  - Krzysztof Bączyk
  - Marzena Diakun
  - Łukasz Dyczko
- Muzyka popularna:
  - Taco Hemingway i Rumak
  - Wacław Zimpel
  - Raphael Rogiński
- Kultura cyfrowa:
  - 11 bit studios
  - Piotr Iwanicki (SuperHot team)
  - Michał Staniszewski (Studio Plastic)
- Kreator Kultury:
  - Jan Wróblewski

### Za rok 2017
Jubileuszowa 25. uroczystość wręczenia Paszportów „Polityki” odbyła się 9 stycznia 2018 w Teatrze Wielkim w Warszawie, galę prowadzili Grażyna Torbicka i Jerzy Baczyński. Transmisję telewizyjną gali przeprowadziła stacja TVN.
Nominacje:
- Film:
  - Jagoda Szelc
  - Piotr Domalewski
  - Paweł Maślona
- Teatr:
  - Michał Borczuch
  - Maciej Łubieński i Michał Walczak
  - Cezary Tomaszewski
- Sztuki wizualne:
  - Norman Leto
  - Ewa Axelrad
  - Łukasz Surowiec
- Literatura:
  - Marcin Wicha
  - Paweł Sołtys
  - Anna Cieplak
- Muzyka poważna:
  - Joanna Freszel
  - Piotr Sałajczyk
  - Artur Zagajewski
- Muzyka popularna:
  - Hańba!
  - Marek Pędziwiatr
  - Stefan Wesołowski
- Kultura cyfrowa:
  - Mateusz Lenart, Andrzej Mądrzak, Wojciech Piejko (Bloober Team)
  - Artur Kordas, Jakub Kuć, Gustaw Stachaszewski (Acid Wizard Studio)
  - Wojciech Pazdur (The Farm 51)

### Za rok 2018
26. uroczystość wręczenia Paszportów „Polityki” odbyła się 8 stycznia 2019 w Teatrze Polskim w Warszawie, galę prowadzili Grażyna Torbicka i Jerzy Baczyński. Transmisję telewizyjną gali przeprowadziła stacja TVN.
Nominacje:
- Film:
  - Joanna Kulig
  - Agnieszka Smoczyńska
  - Olga Chajdas
- Teatr:
  - Marta Górnicka
  - Anna Karasińska
  - Weronika Szczawińska
- Sztuki wizualne:
  - Diana Lelonek
  - Martyna Czech
  - Rafał Milach
- Literatura:
  - Małgorzata Rejmer
  - Olga Drenda
  - Łukasz Zawada
- Muzyka poważna:
  - Aleksander Nowak
  - Jakub Józef Orliński
  - Tomasz Ritteri
- Muzyka popularna:
  - Dawid Podsiadło
  - Jan Emil Młynarski
  - Krzysztof Zalewski
- Kultura cyfrowa:
  - Piotr Barszczewski, Krzysztof Cybulski, Krzysztof Goliński i Jakub Koźniewski (PanGenerator)
  - 11bit Studios
  - Juggler Games

Kreator Kultury:
- Krystyna Janda

### Za rok 2019
27. uroczystość wręczenia Paszportów „Polityki” odbyła się 14 stycznia 2020 w Teatrze Polskim w Warszawie, galę prowadzili Grażyna Torbicka i Jerzy Baczyński. Transmisję telewizyjną gali przeprowadziła stacja TVN.
Nominacje:
- Film:
  - Bartosz Bielenia
  - Bartosz Kruhlik
  - Mateusz Pacewicz
- Teatr:
  - Weronika Szczawińska
  - Magdalena Drab
  - Monika Frajczyk
- Sztuki wizualne:
  - Weronika Gęsicka
  - Alex Baczyński-Jenkins
  - Roman Stańczak
- Literatura:
  - Dominika Słowik
  - Weronika Murek
  - Urszula Zajączkowska
- Muzyka poważna:
  - Jakub Józef Orliński
  - Krystian Lada
  - Martyna Pastuszka
- Muzyka popularna:
  - Błażej Król
  - Piernikowski
  - Hanna Raniszewska
- Kultura cyfrowa:
  - Dawid Ciślak (Polyslash)
  - Jacek Brzeziński, Artur Ganszyniec (Different Tales)
  - Aleksandra Jarosz

Kreator Kultury:
- Olga Tokarczuk

### Za rok 2020
28. uroczystość wręczenia Paszportów „Polityki” odbyła się 26 stycznia 2021 bez udziału publiczności i mediów (ze względu na ograniczenia epidemiczne); galę prowadzili Grażyna Torbicka i Jerzy Baczyński; transmisję telewizyjną przeprowadziła stacja telewizyjna TVN.
Laureaci:
- Piotr Domalewski – film
- Teatr 21 – teatr
- Mira Marcinów – literatura
- Małgorzata Mirga-Tas – sztuki wizualne
- Siksa – muzyka popularna
- Ania Karpowicz: – muzyka poważna
- Marta Malinowska, Jacek Brzeziński i Artur Ganszyniec – kultura cyfrowa
- Bożena Janerka i Lech Janerka – kreator kultury
- Artur Liebhart(inne języki) – kultura zdalna

### Za rok 2021
29. uroczystość wręczenia Paszportów „Polityki” odbyła się 18 stycznia 2022 bez udziału publiczności i mediów (ze względu na ograniczenia epidemiczne); galę prowadzili Grażyna Torbicka i Jerzy Baczyński; transmisję telewizyjną przeprowadziła stacja telewizyjna TVN.
Laureaci:
- Film:
  - Łukasz Grzegorzek
  - Łukasz Ronduda
  - Aleksandra Terpińska
- Teatr:
  - Iga Gańczarczyk
  - Jędrzej Piaskowski i Hubert Sulima
  - Dominik Strycharski
- Literatura:
  - Łukasz Barys
  - Elżbieta Łapczyńska
  - Grzegorz Uzdański
- Sztuki wizualne:
  - Archiwum Protestów Publicznych
  - Jana Shostak
  - Mikołaj Sobczak
- Muzyka poważna:
  - Piotr Alexewicz
  - Teoniki Rożynek
  - Rafał Ryterski
- Muzyka popularna:
  - Ralph Kaminski
  - Paweł Szamburski
  - Ifi Ude
- Kultura cyfrowa:
  - Marcin Borkowski
  - Tomasz Konrad Ostafin
  - Anshar Studios

- Małgorzata Płysa i Mat Schulz – kultura zdalna
- Katarzyna Nosowska – kreator kultury

### Za rok 2022
30. uroczystość wręczenia Paszportów „Polityki” odbyła się 17 stycznia 2023 w Teatrze Wielkim w Warszawie; galę prowadzili Grażyna Torbicka i Jerzy Baczyński; transmisję telewizyjną przeprowadziła stacja telewizyjna TVN.
Laureaci:
- Film:
  - Jan Holoubek
  - Damian Kocur
  - Agnieszka Smoczyńska

- Teatr:
  - Jakub Skrzywanek
  - Michał Buszewicz
  - Agnieszka Jakimiak

- Literatura:
  - Urszula Honek
  - Grzegorz Piątek
  - Ishbel Szatrawska

- Sztuki wizualne:
  - Solidarny Dom Kultury Słonecznik
  - Potencja
  - Agata Słowak

- Muzyka poważna:
  - Szymon Chojnacki
  - Lilianna Krych
  - Anna Sułkowska-Migoń

- Muzyka popularna:
  - 1988 (Przemysław Jankowiak)
  - Mrozu
  - Szczyl

- Kultura cyfrowa:
  - Anna i Jakub Górniccy (Outriders)
  - Flying Wild Hog
  - Mateusz Skutnik

- Kreator Kultury (z okazji jubileuszu zostały przyznane 3 nagrody):
  - Dorota Masłowska
  - Ryszard Poznakowski
  - Wilhelm Sasnal

### Za rok 2023
Laureaci:
- Film:
  - Nina Lewandowska i Kamila Tarabura
  - Paweł Maślona
  - DK Welchman
- Teatr:
  - Mateusz Pakuła
  - Katarzyna Szyngiera
  - Łukasz Twarkowski
- Książka:
  - Grzegorz Bogdał
  - Agnieszka Pajączkowska
  - Jacek Świdziński
- Sztuki wizualne:
  - Veronika Hapchenko
  - Marta Nadolle
  - Patryk Różycki
- Muzyka poważna:
  - Duo Karolina Mikołajczyk & Iwo Jedynecki
  - Yaroslav Shemet
  - Aleksandra Słyż
- Muzyka popularna:
  - Furia
  - Łona
  - Hania Rani
- Kultura cyfrowa:
  - Paweł Koźmiński
  - Robert Latoś (Well of Art)
  - Starward Industries
- Kreator Kultury:
  - Józef Hen
- Paszport Czytelników:
  - Łona

### Za rok 2024
Laureaci
- Film:
  - Sandra Drzymalska
  - Jakub Rużyłło
  - Kamila Tarabura
- Scena:
  - Gruba i Głupia (Patrycja Kowańska i Dominika Knapik)
  - Wojciech Grudziński
  - Katarzyna Minkowska
- Książka:
  - Marta Hermanowicz
  - Jul Łyskawa
  - Joanna Wilengowska
- Sztuki Wizualne:
  - Monika Drożyńska
  - Daniel Kotowski
  - Ala Savashevich
- Muzyka poważna:
  - Gabriela Legun
  - Maciej Skrzeczkowski
  - Antoni Wrona
- Muzyka popularna:
  - Daria ze Śląska
  - Kasia Lins
  - Kuba Więcek
- Kultura cyfrowa:
  - Critical Hit Games
  - NAFO (North Atlantic Fella Organization)
  - Jacek Nagłowski
- Paszport Czytelników
  - Sandra Drzymalska
- Kreator Kultury
  - Marek Koterski